# Море Баффіна
Мо́ре Ба́ффіна (Баффінова затока)  — напівзамкнене море, на північному заході Атлантичного океану, між Канадським Арктичним архіпелагом і островом Гренландія; 689 тис. км² глибина до 2473 м; плавуча крига, айсберги; порт Ґодґавн (Кекертарсуак).
Море Баффіна має зв'язок із морем Лінкольна Північного Льодовитого океану у північній частині вузькою, але досить глибокою (200—800 м) протокою Нерса, яка складається з послідовно розташованих з півночі на південь частин: протоки Робсона, затока Голла, протока Кеннеді, басейн Кейна і протока Сміта. Ширина протоки Робсон у найвужчому місці близько 18 км, його найбільша глибина — 718 м. На півдні море Баффіна має вільне сполучення через широку і глибоку Дейвісову протоку з Атлантичним океаном. 
Велика затока на північному заході Атлантичного океану між островами Ґренландія, Баффінова Земля та Елсмір.
Площа — 689 тис. км². Найбільша глибина моря Баффіна — 2136 м.
З жовтня по липень вкрите льодом.
Море названо на честь британського мандрівника і дослідника Вільяма Баффіна.

## Клімат
Більша частина моря лежить в арктичному кліматичному поясі, лише незначна південна частина заходить у субарктичний. Цілий рік переважає полярна повітряна маса. Льодовий покрив цілорічний. Низькі температури повітря цілий рік. Атмосферних опадів випадає недостатньо. Порівняно м'яка зима і холодне літо. Льодовики Канадського Арктичного архіпелагу в прилеглій акваторії нівелюють різницю між літом і зимою.

## Межі моря
Міжнародна гідрографічна організація так визначає межі моря Баффіна:
- На півночі: лінія від мису Шерідан, Елсмір (82°35′ пн. ш. 60°45′ зх. д. / 82.583° пн. ш. 60.750° зх. д.) до мису Брайант, Гренландія.
- На сході: західне узбережжя Гренландії.
- На півдні: 70° пн. ш. між Гренландією і Баффіновою Землею.
- На заході: східна межа Північно-Західного проходу [східне узбережжя острова Елсмір між мисом Шерідан і мисом Нортон Шоу (76°29′ пн. ш. 78°30′ зх. д. / 76.483° пн. ш. 78.500° зх. д.), а звідти до мису Філліпс (острів Коберг) через острів до півострова Марина (75°55′ пн. ш. 79°10′ зх. д. / 75.917° пн. ш. 79.167° зх. д.) і далі до мису Фітц-Рой (острів Девон) і далі східним узбережжям до мису Шерард (74°35′ пн. ш. 80°30′ зх. д. / 74.583° пн. ш. 80.500° зх. д.) далі до мису Ліверпуль, острова Байлот (73°44′ пн. ш. 77°50′ зх. д. / 73.733° пн. ш. 77.833° зх. д.); східним узбережжям цього острова до мису Грем Мур, його південно-східної точки, а звідти до мису МакКаллох (72°29′ пн. ш. 75°08′ зх. д. / 72.483° пн. ш. 75.133° зх. д.), далі східним узбережжям острова Баффінова Земля до мису Іст Блуфф, його південно-східної точки].

## Рельєф дна

Рельєф дна та течії моря Баффіна

Рельєф дна моря Баффіна досить розчленований. У ньому добре виражені шельф, материковий схил і ложе. Найрозвиненіший шельф у східній і північній (до протоки Сміта) акваторіях моря і тягнеться тут до глибин 400—600 м. Дно біля західного узбережжя Гренландії (особливо від мису Фарвель до затоки Мелвілл) розсічене глибокими звивистими долинами, які є продовженням прибережних долин. Північна частина шельфу горбиста, але менш порізана, ніж східна і західна частини. Рельєф західної, вужчої зони шельфу сильно розчленовано підводними підняттями і зниженнями, які простягаються від острівних берегів через весь шельф.
Зовнішня частина шельфу переходить у досить крутий материковий схил, місцями порізаний значними виступами і поглибленнями. На глибинах близько 1000 м схил утворює щабель, що досить полого знижується до глибин 2000 м, звідки круто спускається до ложа. Приблизно в середній частині моря розташовується Центральна улоговина з глибинами понад 2000 м, що витягнута по поздовжній осі моря і прямує до його південної межі і далі до Дейвісової протоки. Дно улоговини рівне і за своєю структурою схоже з океанічних ложем.
Найпівнічніша частина моря Баффіна (протока Нерс) є витягнутою порівняно вузькою і переважно глибокою (до 800 м) зануреною улоговиною. Рельєф дна на всій її довжині досить нерівний, зі значними перепадами глибин. Характерна риса рельєфу — підводний поріг із глибинами 185—250 м у басейні Кейна, який обмежує водообмін моря Баффіна з сусідніми басейнами.

## Водні маси
У морі Баффіна два типи водних мас і перехідна зона змішування визначають гідрологічний режим:
- Тип Баффіна розташовується від центральних районів моря до західних і північно-західних берегів. Формується під впливом сезонного прогріву і охолодження поверхні моря, а також принесених із півночі холодних вод і циркуляційних процесів. Її утворюють холодні (з мінусовою температурою взимку і влітку) і опрісненні (з солоністю близько 31 ‰) поверхневі води, що надходять сюди з Арктичного басейну через північні протоки і прямують від поверхні на глибинах до 100 м. Під ними до глибин 100—500 і навіть 1000 м залягають тепліші (від –0,5 до 0 °C) і солоніші (33—34 ‰) води, які утворюються в результаті перемішування вод при осінньо-зимовій конвекції. Від глибин 500—1000 м і до дна розташовуються холодніші (–0,5...1 °C) з солоністю близько 34—34,5 ‰ глибинні води. Вони не беруть участі в загальній циркуляції моря Баффіна, і їх оновлення відбувається нерегулярно. Ці води утворюються в Арктичному басейні і приходять у центральні райони моря через північні протоки.

- Західно-Гренландський тип розташовується від західного берега Гренландії до центральних районів моря Баффіна. Формується під впливом зимового охолодження і річного прогріву поверхні моря, проникнення теплих атлантичних вод і циркуляційних процесів, має у своєму складі поверхневі води і поширюється до глибин 200- 500 м. Взимку вони мають негативну температуру і солоність близько 34 ‰, влітку їх температура підвищується до 4—5°, а солоність знижується до 32 ‰. На глибинах від 300 до 750—1000 м знаходяться відносно теплі (0—2 °C) і солоні (34—34,5 ‰) проміжні води. Їх утворення пов'язане з проникненням до моря Баффіна атлантичних вод. Вони заходять із півдня і прямують у верхніх шарах уздовж західних берегів Гренландії до острова Диско. При подальшому русі на північ ці води (як більш щільні) занурюються до нижче розташованих горизонтів. Під прошарком проміжних вод розташовуються глибинні води з температурою –0,4 °C і солоністю дещо більшою 34,5 ‰. Величини цих характеристик із глибиною незначно змінюються.

## Температура води
Температура води на поверхні моря Баффіна підвищується із заходу на схід, що пов'язано з впливом холодних вод, що надходять через північні протоки і розповсюджуються вздовж західних берегів, і потоки теплих вод, які прямують із півдня на північ вздовж узбережжя Гренландії і в центральних акваторіях моря.
Взимку температура поверхневого шару дорівнює –1,5...1,7 °C і майже не змінюється з глибиною у підповерхневих горизонтах, нижче вона починає декілька підвищуватися і на глибинах 100 м майже по всьому морю досягає –1,5 °C, на сході –1 °C, а біля острова Диско — 0 °C. З глибиною температура продовжує підвищуватися і на глибині 300 м дорівнює 0—1 °C, 500 м — 1—2 °C. Звідси починається зниження температури, і в придонних шарах вона дорівнює –0,4—0,5 °C.
Влітку море Баффіна прогрівається відносно слабко, до того ж частина тепла витрачається на танення льодів. У зв'язку з цим температура води на поверхні невелике, і її значення в межах моря змінюються від 0 да 5 °C. Низька температура води спостерігається у південно-західного берега і в центральній акваторії моря. Її вищі значення простежуються у прибережних водах Гренландії, в північній і північно-західній акваторіях центрального басейну моря. У північних протоках температура води негативна. У цей сезон характерно існування поверхневого (0—10 м) прогрітого шару, від якого температура спочатку досить різко (до глибин 15—20 м), а потім плавно знижується з глибиною і на глибині 100 м дорівнює –1—1,5 °C. Лише у берега Гренландії, приблизно до острова Диско, вона має значення 0—1 °C. Зі збільшенням глибини температура знову підвищується до 1,5—2 °C до глибини 500 м, а потім знижується до –0,4 °C у дна.

## Течії
Провідний рух вод у морі Баффіна відбувається під впливом припливу вод із Північного Льодовитого і Атлантичного океанів. Постійні течії на поверхні моря утворюють загалом циклонічну циркуляцію. З півдня, з Дейвісової протоки, в море входить тепла Західно-Гренландська течія зі швидкістю 10—20 см/с, що рухається на північ уздовж західного берега Гренландії. Біля ходу до протоки Сміта, повертає на південь і південний захід і прямує уздовж східного узбережжя островів Елсмір і Девон. Лише незначна частина вод цієї течії просувається через протоку Сміта далі на північ і заходить у басейн Кейна. З північних проток до моря Баффіна потрапляє холодна Канадська течія, що прямує зі швидкістю 25 см/с і більше на південь і південний схід уздовж східного берега Баффінової Землі, як Баффінова течія, до Дейвісової протоки. У південній частині центрального басейну моря простежується циклонний круговорот, значно витягнутий по меридіану. Швидкість руху в ньому близько 2—5 см/с.
Слабий круговий рух вод проти годинникової стрілки відбувається на глибинах 100—500 м. Його утворення пов'язане з надходженням вод через Дейвісову протоку в східну частину моря.

## Припливи й хвилювання
Припливи в морі Баффіна відбуваються через дві припливні хвилі, одна з яких прямує з Атлантичного океану через Дейвісову протоку, інша — з Північного Льодовитого океану через Північні протоки. Обидві хвилі зустрічаються в басейні Кейна, в районі мису Фрайзер. Припливи в морі переважно півдобові, і тільки біля західного берега Гренландії, приблизно між 70 і 78° пн. ш., вони неправильні півдобові. У відкритому морі середня величина припливу змінюється переважно від 0,8 до 1,2 м. В залежності від конфігурації берегової лінії і рельєфу дна середня величина припливу змінюється від 3 до 5 м, а біля східного узбережжя Баффінової Землі подекуди сягає 6 м і більше, але не перевищує 7 м.
Припливні течії у відкритих акваторіях моря носять реверсивний характер і спрямовані при припливі до NNW, а під час відпливу — до SE. Швидкості припливних течій у прибережній зоні значно вище, ніж у відкритому морі.
Крім припливних коливань рівня в морі Баффіна відзначаються сезонні зміни, зумовлені внутрішньорічною різницею атмосферного тиску. Різниця між найвищим і найнижчим середньомісячними значеннями рівня на рік досягає 10 см у центральній частині моря.
У прибережній зоні порівняно добре розвинені згінно-нагінні коливання рівня. Біля західного берега Гренландії рівень підвищується при вітрах західних румбів і знижується при вітрах східних румбів. На о. Баффінова Земля згони і нагони відбуваються слабше і спостерігаються рідше, ніж на узбережжі Гренландії.

## Льодовий режим
Льоди у морі Баффіна присутні протягом усього року, але їх поширення, кількість, види тощо неоднакові в різні сезони і навіть місяці.
Стале утворення льоду починається в північних районах моря в середньому в першу декаду жовтня. Потім фронт льодоутворення досить швидко поширюється на південь і південний схід. В середині листопада зазвичай встановлюється припай. Протягом зими море покрито плавучим і нерухомим льодом — великими крижаними полями, з'єднаний із поодинокими крижинами і торосами. Товщина багаторічного льоду збільшується з півдня на північ від 150—160 до 200—225 см, однорічний лід — найтонкіший. Під час існування припаю характерні заприпайні ополонки і розрядження. Найзначніша заприпайна ополонка розташована у північно-східній частині моря Баффіна. Взимку при сильних вітрах біля західного узбережжя Гренландії припай зламується, але потім утворюється знову.
Танення льоду починається у південно-східних акваторіях моря наприкінці травня — на початку червня і поширюється на захід і північний захід. Уздовж західного узбережжя Баффінової Землі і в північних протоках припай зламується на початку третьої декади липня.
Влітку значна частина моря звільняється від льоду, і до середини серпня площа чистої води займає майже 3/4 акваторії моря. Плавучі льоди переважно накопичуються на заході моря, що пов'язано з циркуляцією поверхневих вод. Тут дрейфують багаторічні льоди, значна частина яких приноситься з Арктичного басейну через північні протоки. Особливість льодових умов моря Баффіна — велика кількість айсбергів. Вони утворюються переважно від льодовиків західного узбережжя Гренландії. Висота айсбергів коливається в середньому від 30 до 60 м, але може досягати 90—100 м. Зазвичай із району утворення айсберги переносяться течіями спочатку на північ уздовж західного берега Гренландії, а потім на південний захід і південь вздовж східного узбережжя моря. Найбільша кількість айсбергів спостерігається навесні і на початку літа.
У західній частині моря знаходиться Баффінський крижаний масив, що утворюється переважно місцевими однорічними льодами, айсбергами і частково льодом, принесеним із північних проток. Масив прямує з півдня на північ і найчастіше примикає до берега Баффінової Землі. В деякі роки масив може бути тимчасово відсутнім, але до кінця літа зазвичай відновлюється. З початком осіннього охолодження в морі з'являються первинні форми льоду, які можуть зникати до часу сталого льодоутворення.

## Біологія
Акваторія моря займає три морських екорегіони арктичної зоогеографічної провінції: Північна Гренландія, західногренландський шельф і комплекс Баффінове море — протока Дейвіса (на заході). У Зоогеографічно донна фауна континентального шельфу й острівних мілин до глибини 200 м належить до арктичної циркумполярної області арктичної зони.